# Defqon.1
Defqon.1 er verdens største  festival indenfor den elektroniske musikgenre hardstyle. Den afholdes hvert år i Biddinghuizen, (tidligere Almerestrand) i Holland, sidst i juni. Festivalen arrangeres af virksomheden Q-dance, som også står for mange andre arrangementer såsom: Qlimax, Q-base (Lukket), In Qontrol, og X-QLUSIVE. Festivalen, som udelukkende fokuserer på de hårde genrer indenfor dansemusik, såsom hardstyle, hardcore, uptempo, og frenchcore, styres af dj's fra start til slut og afsluttes med et "endshow" som er et pre-planlagt afslutningshow med fyrværkeri, ild, og blandede lyseffekter som for eksempel et stort lasershow.
Defqon 1 festival er den største af sin slags i verden, og havde i 2023 besøg af 250.000 gæster fordelt over fire dage fra torsdag til søndag.[kilde mangler]
Defqon 1 adskiller sig fra andre festivaler, ved at der hvert år laves et specielt tema og en tema-melodi  (hymne). Udsmykning af hovedscenen  (rød scene) og selve pladsen, ændrer sig hvert år for at passe til temaet. Selve tema-melodien bliver også lavet af forskellige producere fra den hårde musikkultur, og bliver altid offentliggjort op til et halvt år før festivalen starter. 
Der er mange rygter om Defqon.1, såsom at stoffer er tilladt, hvilket er helt forkert. Q-dance har en "zero tolerance" hvilket betyder, at bliver man taget med stoffer på sig, medfører det øjeblikkelig bortvisning, samt politianmeldelse. Alle deltagere bliver også kropsvisiteret ved indgangen, for at forhindre euforiserende stoffer.
I 2011 flyttede Defqon.1 festivalen fra Almerestrand til Biddinghuizen grundet at Almere ikke længere kan huse det store antal gæster. I takt med EDM genres eksplosive popularitet siden 2010, er den hårde genre også fulgt med, hvilket har afstedkommet et stadigt voksende internationalt publikum. Den nye plads kan, udover den store røde scene huse to store telt scener, 3 mindre udendørs scener, et par mikro-scener, samt et camp-område. 
Et lignende event er det lidt ældre Decibel outdoor fra konkurrenten B2S. 

## Festival
| År   | Hymne                                                                  | DJ's | Dato     |
| ---- | ---------------------------------------------------------------------- | ---- | -------- |
| 2003 | DHHD - 30 Minutes                                                      | 48   | 14. juni |
| 2004 | Tuneboy - Demolition                                                   | 79   | 19. juni |
| 2005 | The Prophet - Emergeny Call                                            | 85   | 18. juni |
| 2006 | Showtek - The Colour Of The Harder Styles                              | 103  | 17. juni |
| 2007 | Brennan Heart - Get Wasted                                             | 124  | 16. juni |
| 2008 | Luna & Deepack - Biological Insanity                                   | 119  | 14. juni |
| 2009 | Headhunterz - Scrap Attack                                             | 104  | 13. juni |
| 2010 | Wildstylez - No Time To Waste                                          | 115  | 12. juni |
| 2011 | Noisecontrollers - Unite                                               | 254  | 25. juni |
| 2012 | Headhunterz feat. Wildstylez feat. Noisecontrollers - World Of Madness | 181  | 22. juni |
| 2013 | Frontliner - Weekend Warriors                                          | 312  | 21. juni |
| 2014 | Coone - Survival Of The Fittest                                        | 301  | 27. juni |
| 2015 | Ran-D - No Guts No Glory                                               | 303  | 19. juni |
| 2016 | Bass Modulators - Dragonblood                                          |      | 24. juni |
| 2017 | Frequencerz - Victory forever                                          |      | 23. juni |
| 2018 | Project One – Maximum Force                                            |      | 22. juni |
| 2019 | Keltek, Phuture Noize & Sefa - One Tribe                               |      | 28. juni |
| 2020 | D-Block & S-te-Fan - Primal Energy                                     |      | 26. juni |